# بريت كولاك
بريت كولاك (من مواليد 6 يناير 1994) هو لاعب كندي محترف في الدفاع عن هوكي الجليد يلعب حاليًا مع فريق مونتريال كنديانز التابع لدوري الهوكي الوطني. اختير بريت كولاك من قبل كالغاري فليمز في الجولة الرابعة، من مسودة دخول دوري الهوكي الوطني لعام 2012 [الإنجليزية]. لعب في هوكي الناشئين لفريق فانكوفر جاينتس من دوري الهوكي الغربي.

## المسيرة الاحترافية

### دوري الناشئين
لعب بريت كولاك أربعة مواسم من الهوكي للناشئين مع فريق فانكوفر جاينتس من دوري الهوكي الغربيفي 216 مباراة مع العمالقة بين عامي 2010 و2014، سجل 35 هدفًا وأضاف 93 تمريرة حاسمة. اختار فريق كالغاري فليمز بريت كولاك مع اختياراتهم الأخرى في الجولة الرابعة، في مسودة دخول دوري الهوكي الوطني لعام 2012. بعد انتهاء موسمي دوري الهوكي الغربي في كل من 2012-13 و2013-14، انضم بريت كولاك إلى شركة أبوتسفورد هيت التابعة لشركة فليمز في دوري الهوكي الوطني ودوري الهوكي الأمريكي التابعين لاتفاقيات تجربة الهواة. لعب بريت كولاك أربع مباريات في الدوري الوطني وست مباريات في الدوري الأمريكي. 

### دوري المحترفين
في 18 مارس 2014، وقع فليمز مع بريت كولاك عقد دخول لمدة ثلاث سنوات. بدأ موسم 2014-15 قبل حصوله على ترقية إلى دوري الهوكي الأمريكي في آديرونداك اللهب. استدعي بريت كولاك بعد ذلك إلى كالجاري وظهر لأول مرة في الدوري الوطني للهوكي في 11 أبريل 2015، في آخر مباراة في الموسم العادي لعب، وخسر 5-1 أمام وينيبيغ جيتس.
في 18 أكتوبر 2016، سجل بريت كولاك أول نقطة له في مسيرتهضد بافالو سيبرز، حيث ساعد في تسجيل هدف مايكل فروليك الأول، وفاز فليمز بالمباراة 4-3. أنهى كولاك موسم 2016-2017 مع 3 تمريرات حاسمة في 21 مباراة.
في 28 أغسطس 2017، أعادت شركة فليمز توقيع عقد بريت كولاك (الذي كان له وكيلًا مجانيًا) إلى عقد متبادل الفوائد لمدة عام واحد بقيمة 650.000 دولار.
في 1 أكتوبر 2018، أعار فليمز بريت كولاك إلى مونتريال كانيديينز مقابل مات تاورمينا ورينات فالييف. عين بريت كولاك لاحقًا في شركة لافال روكيت التابعة لشركة دوري الهوكي الأمريكي الكندي. في 22 نوفمبر، استدعي من قبل الكنديين بعد إصابة المدافع نوح جولسن. انضم على الفور في التشكيلة. بعد بضع مباريات، عاد المدافع شيا ويبر من احتياطي الإصابة وضحى الكنديون بمدافعهم كارل ألزنر مقابل بريت كولاك من خلال إعفائه. في 29 ديسمبر 2018، سجل بريت كولاك هدفه الأول لمونتريال في المباراة التي خسروا فيها 5-6 أمام تامبا باي لايتنينج. وسجل هدفه الأول في المباراة التي فازوا فيها 3-0 على كولورادو أفالانتش في 12 يناير 2019.
في 25 مايو 2019، وقع الكنديون على بريت كولاك على تمديد عقد مدته ثلاث سنوات بقيمة 5.55 مليون دولار بمتوسط سنوي قدره 1.85 مليون دولار.

## الجوائز والتكريم
| جائزة                                        | عام  |        |
| -------------------------------------------- | ---- | ------ |
| دوري الهوكي الغربي                           |      |        |
| لعبة دوري الهوكي الكندي / دوري الهوكي الوطني | 2012 | [ 12 ] |

## روابط خارجية
- بريت كولاك على موقع دوري الهوكي الوطني (الإنجليزية)
- بريت كولاك على موقع EliteProspects.com (الإنجليزية)
- بريت كولاك على موقع Eurohockey.com (الإنجليزية)
- بريت كولاك على موقع HockeyDB.com (الإنجليزية)
- بريت كولاك على موقع Hockey-Reference.com (الإنجليزية)